# Legacy of the Ancients
Legacy of the Ancients (traducibile "retaggio degli antichi") è un videogioco di ruolo pubblicato nel 1987 per Apple II e Commodore 64 e nel 1989 per MS-DOS dalla Electronic Arts. Ha molte somiglianze con Questron (1984), degli stessi autori, e una trama molto simile a Questron II (1988). Il seguito fu The Legend of Blacksilver (1988), molto simile nel sistema di gioco, ma poco collegato nella trama.

## Trama
Il gioco si svolge in un universo immaginario costituito da diversi mondi. Sul mondo medievaleggiante di Tarmalon l'avanzato popolo degli Antichi costruì un Museo Galattico che permette ai visitatori di accedere ai vari mondi attraverso lo spazio e il tempo, ma l'edificio non è normalmente visibile ai nativi. Le varie esposizioni del museo, sotto forma di schermi installati sulle pareti, possono fornire informazioni, materiali o anche trasportare fisicamente il visitatore in altri luoghi; molte esposizioni sono però "a gettone" e richiedono uno specifico tipo di moneta preziosa.
Il protagonista dell'avventura è un semplice pastore di Tarmalon che un giorno trova casualmente un cadavere, al quale sottrae alcuni oggetti magici. Uno di essi gli dà la capacità di accedere al museo, mentre un altro è il Compendio del Mago, una pergamena piena di poteri negativi. La missione dell'uomo morto era trovare il modo di distruggere il Compendio e ora il pastore si trova a doverla compiere al posto suo. A questo punto inizia il gioco, all'interno del museo. Il pastore, mai avventuratosi prima lontano da casa, dovrà esplorare da solo Tarmalon e altri mondi, affrontare mostri e risolvere misteri.

## Modalità di gioco
Il giocatore controlla il pastore effettuando a turni movimenti nelle quattro direzioni o altri tipi di azioni, elencate in un menù testuale in inglese sulla sinistra dello schermo. La visuale della scena attuale può essere tridimensionale in prima persona, quando ci si avventura nel museo e nei dungeon, oppure in pianta della zona circostante dall'alto, quando si esplorano territori, città e castelli.
Il personaggio è dotato di 5 caratteristiche (forza, intelligenza ecc.) che hanno un valore iniziale di 15 e aumentano quando si ottengono determinati successi. Ha un inventario degli oggetti e una quantità di oro per le spese, di punti ferita e di cibo, del quale consuma una unità al giorno. Per procurarsi l'oro potrà sconfiggere nemici, derubare, saccheggiare e giocare d'azzardo. Nelle città ci sono vari tipi di edifici che offrono servizi e abitanti con cui interagire.
I paesaggi esterni sono composti da vari tipi di terreno, comprese zone acquatiche attraversabili solo con un battello. Si possono raggiungere in tutto 12 diverse città e 24 tra castelli e dungeon. Periodicamente è necessario tornare al museo, dopo essersi procurati le eventuali monete per accedere alle esposizioni; per rientrare servono dei codici ottenibili da un foglio di codifica fornito con il gioco, che faceva da protezione contro la copia.
Esplorando il territorio si possono incontrare all'improvviso 32 tipi di mostri e altre creature, alcune disposte a parlare pacificamente, e altri 12 tipi di mostri si incontrano nei dungeon, affrontabili solo da un personaggio ben preparato. Le battaglie avvengono a turni, scegliendo ogni volta l'azione da compiere, che può avere esito variable casualmente. 
Si può attaccare con vari tipi di armi e, se ottenute in precedenza, con 6 tipi di magie; c'è l'opzione di tentare la fuga, spesso consigliabile nelle prime fasi del gioco.
Sono presenti anche alcune semplici sequenze d'azione, come l'allenamento nel tiro con l'arco.